# Albignano
Albignano (abbreviazione di Albignano d'Adda, Albignan in dialetto milanese) è una frazione del comune italiano di Truccazzano posta sulle rive dell'Adda a nordest del centro abitato, verso Cassano d'Adda. Fu comune autonomo fino al 1841.

## Storia
Registrato agli atti del 1751 come un villaggio milanese di 415 abitanti saliti a 502 nel 1771, alla proclamazione del Regno d'Italia nel 1805 Albignano risultava avere 435 residenti. Nel 1809 un regio decreto di Napoleone determinò la soppressione dell'autonomia municipale per annessione a Truccazzano, ma il Comune di Albignano fu poi ripristinato con il ritorno degli austriaci nel 1816. Furono tuttavia gli stessi governanti austriaci a dover poi tornare sui loro passi riconoscendo la bontà dell'antico modello napoleonico, e con regio dispaccio del 17 gennaio 1841 ripristinarono la perpetua annessione a Truccazzano.

## Monumenti e luoghi d’interesse

### Architetture religiose
La Chiesa di San Maiolo è sede di una parrocchia pluri-centenaria.